# Fenton (Luisiana)
Fenton é uma vila localizada no estado americano de Luisiana, na Paróquia de Jefferson Davis.

## Demografia
Segundo o censo americano de 2000, a sua população era de 380 habitantes.
Em 2006, foi estimada uma população de 380, um aumento de 0 (0.0%).

## Geografia
De acordo com o United States Census Bureau tem uma área de
1,1 km², dos quais 1,1 km² cobertos por terra e 0,0 km² cobertos por água. Fenton localiza-se a aproximadamente 10 m acima do nível do mar.

## Localidades na vizinhança
O diagrama seguinte representa as localidades num raio de 28 km ao redor de Fenton.